# Woll-Weide
Die Woll-Weide, früher auch Wollige Weide genannt, (Salix lanata) ist ein Strauch aus der Gattung der Weiden (Salix) mit anfangs weißwollig behaarten Zweigen und lang weiß seidig behaarten Blattspreiten. Das natürliche Verbreitungsgebiet der Art liegt im Norden Europas und reicht bis in den Osten Sibirierns. Sie wird häufig als Heckenpflanze verwendet.

## Beschreibung

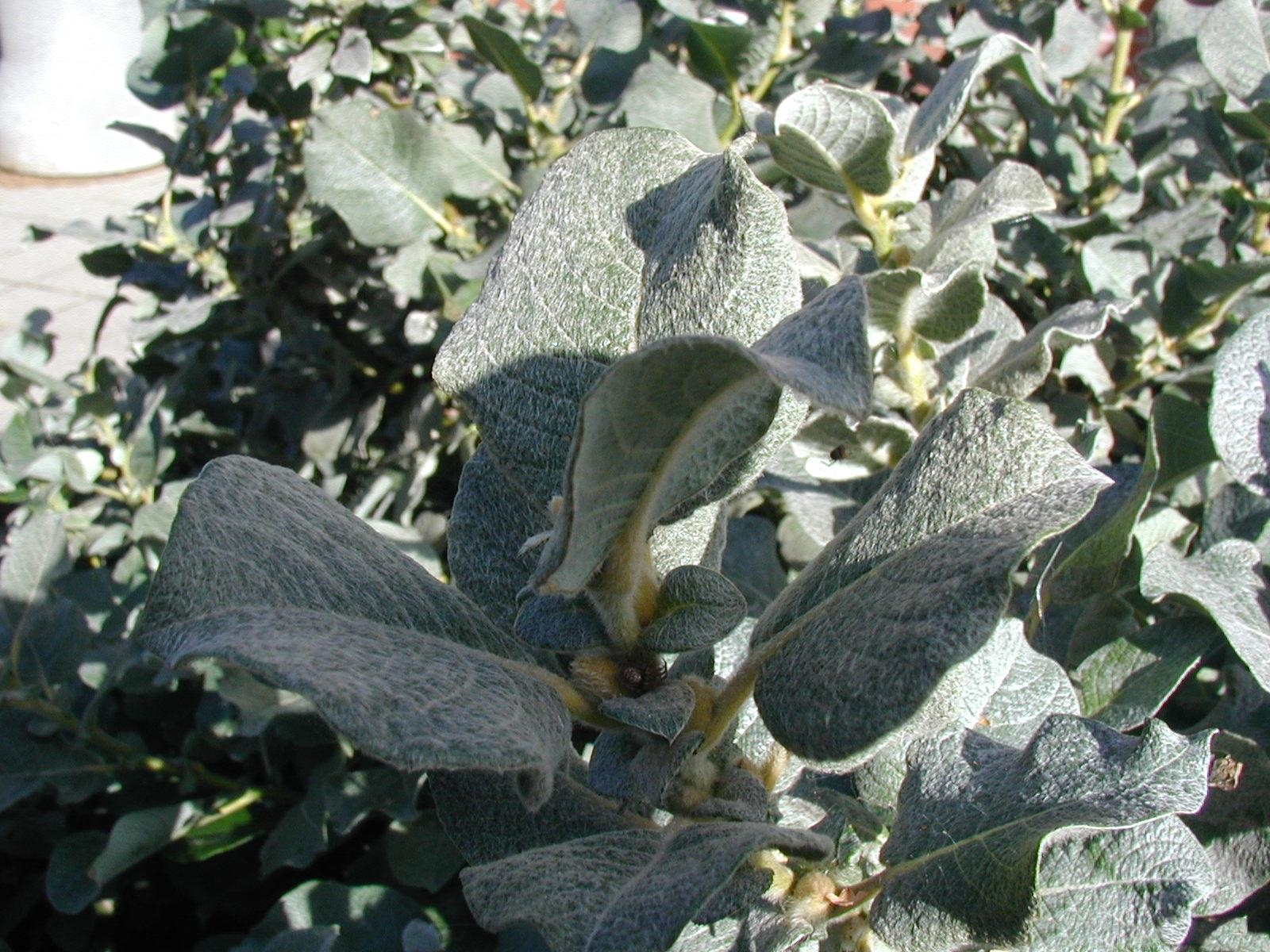
Zweig mit Blättern

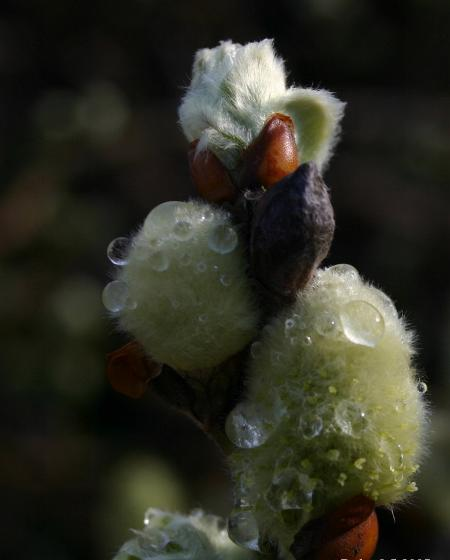
Weibliche Blütenkätzchen

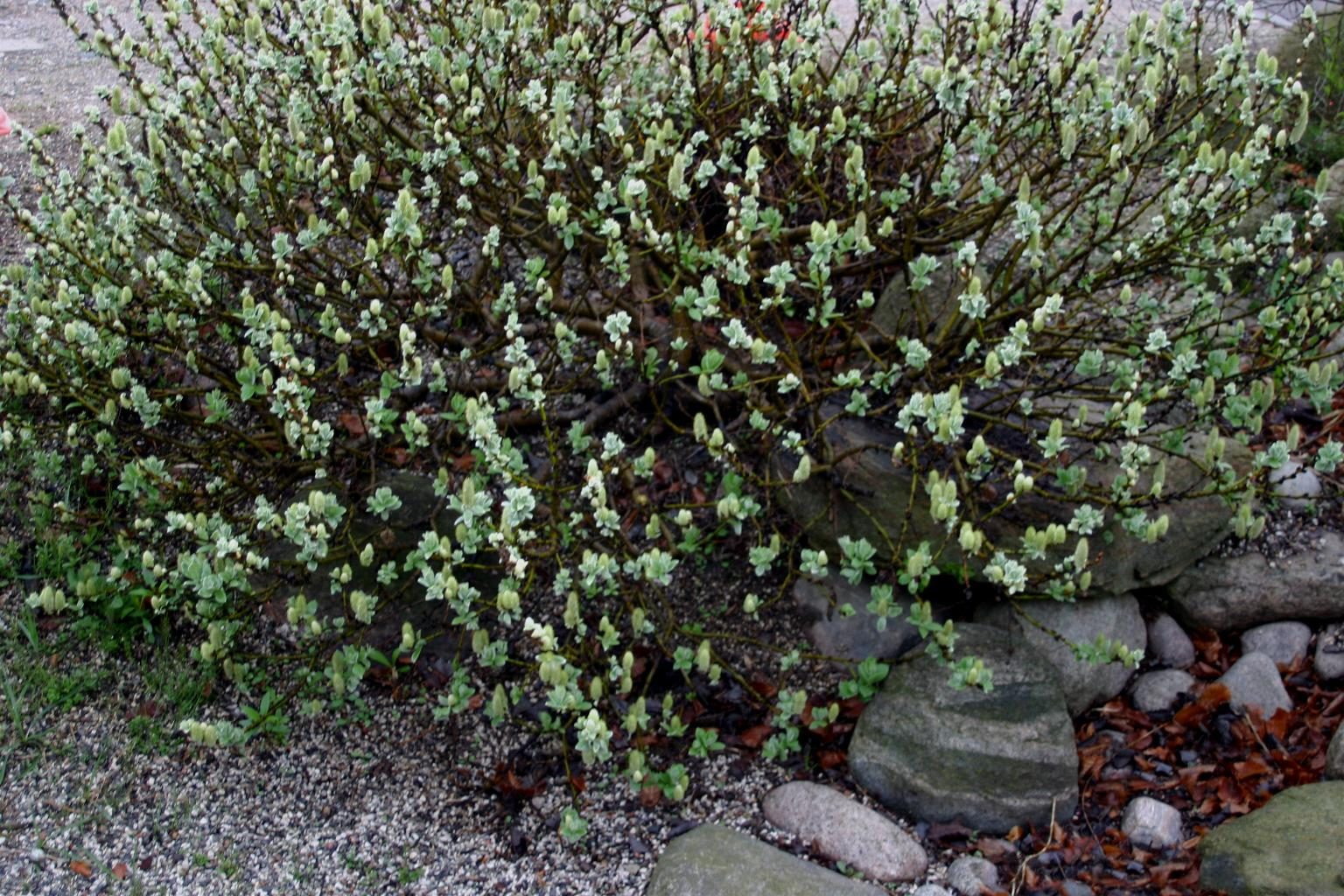
Woll-Weide (Salix lanata)

Die Woll-Weide ist ein bis zu 1,5 Meter hoher, sparriger Strauch mit dicken Ästen. Junge Triebe und Knospen sind dick weiß und wollig behaart. Die Laubblätter haben große, ganzrandige Nebenblätter und einen 0,5 bis 1,5 Zentimeter langen Stiel. Die Blattspreite ist 2,5 bis 7 Zentimeter lang, rundlich-eiförmig bis verkehrt-eiförmig, spitz, mit breit keilförmiger bis fast herzförmiger Basis und ganzrandigem bis etwas gewelltem Blattrand. Beide Seiten sind anfangs dicht und lang weiß seidig behaart und verkahlen später. Die Blattoberseite ist dann trübgrün, die Unterseite bläulich grün und netznervig. Es werden sechs bis zehn Nervenpaare gebildet.
Als Blütenstände werden 2 bis 2,5 Zentimeter lange, elliptische, sitzende und dicht goldgelb behaarte Kätzchen gebildet. Die Tragblätter sind dunkelbraun und goldgelb behaart mit einer länglichen Nektardrüse. Männliche Blüten haben zwei kahle Staubblätter. Der Fruchtknoten weiblicher Blüten ist kurz gestielt und kahl. Der Griffel ist lang, die Narben sind groß und ungeteilt. 
Die Woll-Weide blüht im April.
Die Chromosomenzahl beträgt 2n = 38.

## Vorkommen und Standortansprüche
Das natürliche Verbreitungsgebiet liegt in Europa im Norden von Finnland, in Norwegen, Schweden und in Schottland, im Europäischen Teil von Russland und in Sibirien. Die Woll-Weide wächst in kühlfeuchten Wäldern auf durchlässigen, frischen bis feuchten, sauren bis neutralen, kiesig- bis sandig-humosen, mäßig nährstoffreichen Böden an sonnigen bis lichtschattigen, sommerkühlen und winterkalten Standorten. Seltener findet man die Art in Mooren und Sumpfgebieten auf moorigen und nasstorfigem Untergrund. Die Woll-Weide ist frosthart. Das Verbreitungsgebiet wird der Winterhärtezone 4 zugeordnet mit mittleren jährlichen Minimaltemperaturen von −34,4 bis −28,9 °C (−30 bis −20 °F).

## Systematik
Die Woll-Weide (Salix lanata) ist eine Art aus der Gattung der Weiden (Salix) in der Familie der Weidengewächse (Salicaceae). Sie wurde 1753 von Carl von Linné im Species Plantarum erstmals wissenschaftlich beschrieben. Der Gattungsname Salix stammt aus dem Lateinischen und wurde schon von den Römern für verschiedene Weidenarten verwendet. Das Artepitheton lanata stammt ebenfalls aus dem Lateinischen und bedeutet „mit Wolle bedeckt“.

## Verwendung
Die Woll-Weide wird häufig als Heckenpflanze verwendet. Junge Zweige sind essbar, jedoch nicht schmackhaft. Die innere Rinde kann getrocknet und als Mehl bei der Herstellung von Brot verwendet werden. Da der Geschmack äußerst bitter ist, wurde es nur in Hungerzeiten verwendet.

## Nachweise